# Conistra metria
Conistra metria är en fjärilsart som beskrevs av Charles Boursin 1940. Conistra metria ingår i släktet Conistra och familjen nattflyn. Inga underarter finns listade i Catalogue of Life.